# 아타와정
아타와정(阿田和町)은 일본 미에현 미나미무로군에 설치되었던 정이다. 현재의 미하마정의 일부에 해당한다.